# مذبحة شاهوفيتشي
مذبحة شاهوفيتشي (بالصربية:  Zločin u Šahovićima)‏؛ هي مذبحة ارتُكِبت في حق السكان المسلمين في قرية شاهوفيتشي (المعروفة حاليا باسم توماشيفو؛ جرت أحداثها في اليوم التاسع والعاشر على التوالي من شهر نوفمبر عام 1924 م. على يد رجال مسيحيين كاثوليك من مقاطعة كولاشين وبييلو بوليي انتقاما لمقتل بوشكو بوشكوفيتش (رئيس مقاطعة كولاشين).